# كاثرين كيلي (مجرمة)
كاثرين كيلي (بالإنجليزية: Kathryn Kelly)‏ هي مجرمة أمريكية، ولدت في 1904 في روكوول في الولايات المتحدة، وتوفيت في 1985.